# مسجد القبلتين (زيلع)
مسجد القبلتين يقع المسجد في مدينة وميناء زيلع، والتي تقع في منطقة أودال الغربية في أرض الصومال.

## نظرة عامة
يعود تاريخ بناء مسجد القبلتين في زيلع إلى القرن السابع الميلادي، أي بعد فترة وجيزة من الهجرة النبوية إلى المدينة المنورة، ويعد مسجد القبلتين أقدم مسجد في مدينة زيلع، ويحتوي المسجد على ضريح الشيخ بابو دنا، على الرغم من أن معظم المسجد في الوقت الحالي في حالة خراب، الا أن هذا الصرح الإسلامي مازال يوضح ملامح اثنين من المحاريب وهما: واحد موجه نحو الشمال باتجاه مكة المكرمة، والآخر موجه إلى الشمال الغربي نحو القدس، ومن هنا أتى اسم المسجد.